# Departamento de Estradas de Rodagem Atlético Clube
Departamento de Estradas de Rodagem Atlético Clube (DERAC) é uma agremiação esportiva de Itapetininga, no estado de São Paulo. Foi fundada a 26 de dezembro de 1950. Suas cores são azul, amarelo e branco.
Já participou por várias vezes das divisões menores do Campeonato Paulista de Futebol, sendo cinco no segundo nível (atual Série A2), vinte e três no terceiro nível (atual Série A3) e duas no quarto nível (atual Segunda Divisão), embora nunca tenha integrado a divisão principal.

## História
Formada por funcionários do D.E.R. local, o DERAC foi a mais importante equipe de futebol de Itapetininga e a única a se aproximar da divisão de elite do futebol paulista. Mandava seus jogos no estádio Engenheiro Péricles D'Ávila Mendes, de sua propriedade. Em 1994, cedeu sua vaga ao Esporte Clube Itapetininga.

## Estatísticas

### Participações
| Competição      | Temporadas | Melhor campanha     | Anos                                   | A | R |
| Série A2        | 4          | Sem dados           | 1982 e 1984-1986                       | – | ? |
| Série A3        | 22         | Vice-campeão (1959) | 1959, 1961-1971, 1976-1981 e 1988-1991 | ? | ? |
| Segunda Divisão | 2          | Sem dados           | 1960 e 1994                            | – | – |